# От Русия с любов (роман)
„От Русия с любов“ (на английски: From Russia with Love) е роман на английския писател Иън Флеминг. Той е петият от поредицата за Джеймс Бонд. Издаден е на 8 април 1957 г. от издателство Jonathan Cape.

## Сюжет
Внимание:  Текстът по-долу разкрива сюжета на произведението (или части от него)!
По указание на висшето политическо ръководство на СССР началникът на СМЕРШ генерал Грубозайбощиков организира тайна среща на представители на тайните служби на Съветския съюз: ГРУ, на МГБ (КГБ) и на разузнавателното управление на Министерството на външните работи. Решено е да се проведе акция за сплашване на западните разузнавателни агенции. За обект на терора е избрана Секретната разузнавателна служба на Великобритания, а за жертва – най-добрия ѝ агент Джеймс Бонд. Ръководителят на СМЕРШ възлага на полковник Роза Клеб да изготви план за унищожаване на Бонд и нарежда се привлече за операцията най-добрия убиец на СМЕРШ – Донован Грант.
Грант е роден и израснал в Англия. Още като юноша той разбира, че много го привлича желанието да измъчва и убиват хора. След поредица от кървави престъпления, Грант, попадайки в Западен Берлин, бяга при комунистите. Първоначално ръководството на СМЕРШ се отнася към него с недоверие, но виждайки как умело и с какво удоволствие Грант убива хора, СМЕРШ решава да го направи най-страшния си екзекутор.
Полковник Клеб, знаейки пристрастието на Бонд към красивите девойки, решава да използва като примамка очарователната сътрудничка на СМЕРШ сержант Татяна Романова ...
... Скоро „M“ извиква Джеймс Бонд и му съобщава невероятната информацията, получена в Секретната служба на турската резидентура. Татяна Романова, работеща като криптограф в съветското посолство в Истанбул, задочно се е влюбила в агент 007. Романова няколко години е работила в съветската разведка, и веднъж, когато е видяла снимка на Бонд, е разбрала, че не би могла да живее без този англичанин. Романова моли за помощ, за да избяга на Запад, при Бонд, а в потвърждение на сериозността на намерението си, е готова да предаде на британското разузнаване новата шифровъчна машина „Спектър“. „M“ нарежда на Бонд да отлети до Истанбул и да се срещне с Романова.
В Истанбул Бонд се среща с местния резидент на службата Дарко Керим. Керим предлага на Бонд да изведе Романова с влака с фалшиви документи, като я представи за своя съпруга. След известно време Бонд и Романова се срещат в хотелска стая и между тях започва любовна връзка. Бонд разказва на Татяна плана за бягство, скоро те напускат Турция на експреса Истанбул-Париж, придружен от Керим. СМЕРШ изпраща във влака двама агенти, но благодарение на изобретателността на Керим един от тях с измама е свален от влака. Другият агент напада Керим, и двамата загиват, убивайки се един друг.
При пристигането си в Белград Бонд незабавно се свързва с „M“ ѝ предава подробности за пътешествието си. „M“ предлага на Бонд да изпрати някого на помощ, но Бонд отказва. Въпреки това, след пристигането на влака в Италия, съм Бонд се обръща силен мъж, представяйки се за капитан Норман Наш. Като сътрудник на Секретната служба той е получил кодирано съобщение лично от „M“: да достави Бонд и спътницата му в Париж. Бонд среща Наш с Романова, но по-късно тя изразява съмнение, че Наш е сътрудник на СМЕРШ. Бонд се надсмива над подозрението на Татяна, но след вечерята на нея ѝ става лошо.
Наш пренася девойката в купето на влака, а след като там идва Бонд, „капитан Наш“ му казва, че ги е примамил в капан, за да ги убие. В действителност, „Наш“ – това е главният екзекутор на СМЕРШ, Донован Грант.
В предвкусване на предстоящото убийство, „Наш“ разказва Бонд плана на СМЕРШ. Оказва се, че Романова не се е влюбила в Бонд, а е изпратена при агент 007, за да го примами в капана. Убийстното на Бонд и Романова ще бъде представено като инсценировка. Романова е шантажирала Бонд със снимки от тяхната афера, а той в отговор я е убил. Но уплашен от извършеното Бонд ще се самоубие. В допълнение, шифровъчната машина „Спектър“ е минирана и най-добрите британски учени ще загинат, опитвайки се да я изучат.
Влакът влиза в дълъг железопътен тунел и „Наш“ застрелва Бонд, на не успява да го убие, тъй като в джоба на сакото си 007 е скрил табакера, и куршумът не попада в сърцето му. Преструвайки се на умрял, Бонд изчаква подходящия момент и убива „Наш“ със собственото му оръжие.
Пристигайки в Париж Бонд се обръща за помощ към стария си приятел Рене Матис, който работи във френската разузнавателна служба. В резултат на издирването се оказва, че в хотел „Риц“ живее „графиня Метерстейн“, която след убийството на Бонд и Романова, е трябвало да се срещне „Наш“. При влизането си в стаята на хотела, Бонд открива там Роза Клеб. Осъзнавайки, че е изгубила тя се опитва да го убие. Първоначално стреля с устройство скрито в телефонната слушалка, а след това се опитва да го прободе с игли, краищата, на които са намазани с отрова. В помощ на Бонд притичват офицерите от френското разузнаване, Клеб е заловена, но в крайна сметка тя успява да удари Бонд с крак. В края на обувката на Клеб има отровен шип, и на Бонд му прилошава. 007 пада на пода и осъзнава, че скоро умре ...

## Интересни факти
В романа се появява отново един от най-страшните противници на Бонд е всемогъщата организация СМЕРШ.

## Адаптации
Романът е филмиран през 1963 г. – От Русия с любов (вторият филм от „официалния“ „бондиана“), ролята на Джеймс Бонд, е изиграна от Шон Конъри.